# Équipe du Guatemala féminine de handball
Maillots
Dernière mise à jour : 17 mai 2020.
L'équipe du Guatemala féminine de handball représente le Guatemala lors des compétitions internationales de handball.

## Palmarès

### Championnat panaméricain de handball
- 2003 : 7e
- 2015 : 12e
- 2017 : 10e

### Jeux d'Amérique centrale et des Caraïbes
- 1992 : 5e
- 2002 : 4e
- 2006 : 6e
- 2010 : 6e
- 2014 : 8e
- 2018 : 5e

### Jeux d'Amérique centrale
- 2017 :  Vainqueur

### Championnat d'Amérique centrale de handball
- 2014 :  Vainqueur
- 2016 :  Vainqueur

### Jeux bolivariens
- 2013 : 3e